# Satura (Montale)
Satura è una raccolta poetica di Eugenio Montale, pubblicata nel 1971 dalla casa editrice Arnoldo Mondadori Editore. Segna l'inizio di un suo nuovo "corso" poetico; i mutamenti anche di tono sono adeguati alla necessità di una rinnovata testimonianza di grandi sommovimenti sul piano ideologico, sociale e politico. 

Il titolo Satura allude al genere letterario latino che ebbe lo stesso nome e fu caratterizzato, oltre che dall'impegno morale applicato alle occasioni comuni del vivere, anche da una molteplicità d'interessi intellettuali e culturali. Con questo libro, Montale dà inizio a una poesia legata alle occasioni quotidiane, alla cronaca, sua e degli altri, ma indagata con un'ironia avversa alle "false mitologie" di massa.
Conformemente all'ispirazione, la nuova poesia montaliana ricerca stilisticamente un andamento colloquiale e prosastico. Le prime due sezioni, Xenia I e Xenia II, ricordano Drusilla Tanzi, la moglie morta nel 1963. Nelle altre due sezioni, Satura I e Satura II, prevalgono, invece, temi satirici, polemici, parodici e giocosi.

## Edizioni
- Eugenio Montale, Satura. 1962-1970, Collana Lo Specchio, Mondadori, Milano, I ed. 1971 - 1992.
- id., Satura, commento e cura di Riccardo Castellana, saggio di Romano Luperini, scritto di Franco Fortini, Collana Oscar Poesia del Novecento, Mondadori, Milano, 2009, ISBN 978-88-04-58177-2.